# The Symbol Remains
Albums de Blue Öyster Cult
Curse of the Hidden Mirror
(2001) Ghost Stories
(2024)
The Symbol Remains est le quinzième album studio du groupe de hard rock américain, Blue Öyster Cult. Il est sorti le 9 octobre 2020 sur le label Frontiers Records et est produit par Eric Bloom, Donald Roeser, Richie Castellano. 
Cet album est le premier du groupe depuis 2001. De ce fait, il s’agit de leur plus long écart entre deux albums.

## Historique
Le manque de succès commercial du précédent album studio du groupe, Curse of the Hidden Mirror (2001), a découragé le groupe d’enregistrer de nouvelles musiques. Le leader Eric Bloom a indiqué en 2017 que "cela coûtait de l'argent pour faire un disque" et que le temps passé à produire un album serait mieux dépensé en tournée "que de faire un disque que personne n'achètera". Bien qu'il ait admis que certains fans seraient enthousiasmés par un nouvel album, ce ne serait probablement pas une réussite financière. Néanmoins, il a précisé qu'un nouvel album finirait par arriver.
Le guitariste Buck Dharma a déclaré dans une autre interview que le groupe avait envisagé de l’enregistrer en 2017, et a noté que le groupe actuel était « si bon qu'il serait dommage de ne pas le faire. » Dharma a également révélé qu’il avait à l'origine eu l'intention de contacter le manager et collaborateur de longue date du groupe Sandy Pearlman à ce sujet. Hélas, la mort de Pearlman en 2016 à la suite d'un accident vasculaire cérébral a empêché que cela se produise.
En avril 2019, Bloom a en outre réitéré qu'un album finirait par arriver et a annoncé que le groupe signerait « bientôt » un nouveau contrat d'enregistrement.
En juillet 2019, il a été annoncé que le groupe avait signé avec le label Frontiers Records et que l'album sortirait en 2020. Bloom a noté que la moitié des chansons étaient déjà écrites, le reste des chansons devant être écrit lors de la production de l'album.
La pochette de l'album et la liste des morceaux ont été révélées en août 2020.

## Liste des titres
| 1.    | That Was Me                | John Shirley, Eric Bloom, Richie Castellano | Bloom      | 3:18 |
| 2.    | Box in My Head             | Shirley, Donald Roeser                      | Roeser     | 3:45 |
| 3.    | Tainted Blood              | Bloom, Castellano                           | Castellano | 4:17 |
| 4.    | Nightmare Epiphany         | Shirley, Roeser                             | Roeser     | 5:30 |
| 5.    | Edge of the World          | Castellano                                  | Bloom      | 4:52 |
| 6.    | The Machine                | Castellano                                  | Castellano | 4:14 |
| 7.    | Train True (Lennie's Song) | Zeke Roeser, Donald Roeser                  | D. Roeser  | 3:57 |
| 8.    | The Return of St. Cecilia  | Richard Meltzer, Castellano                 | Castellano | 4:12 |
| 9.    | Stand and Fight            | Bloom, Castellano                           | Bloom      | 4:48 |
| 10.   | Florida Man                | Shirley, Roeser                             | Roeser     | 4:08 |
| 11.   | The Alchemist              | Castellano                                  | Bloom      | 6:00 |
| 12.   | Secret Road                | Shirley, Roeser                             | Roeser     | 5:24 |
| 13.   | There's a Crime            | Jeff Denny, Jules Radino                    | Bloom      | 3:37 |
| 14.   | Fight                      | Ira Rosoff, James Wold, Roeser              | Roeser     | 3:12 |
| 61:06 |                            |                                             |            |      |

## Musiciens

### Membres du groupe
- Eric Bloom : chant, guitare
- Donals "Buck Dharma" Roeser : chant, guitare, claviers, programmation
- Danny Miranda :basse, chœurs
- Richie Castellano : chant, claviers, guitare, programmation
- Jules Radino : batterie, percussions, chœurs

### Musiciens additionels
- Albert Bouchard: percussions, cowbell, chœurs (1)
- Andy Ascolese: claviers (4,10), piano (11)
- David Lucas: chœurs (5, 6, 10, 12), cowbell (14)
- Phil Castellano: harmonica (7), gang vocals (9), chœurs, hand claps (10), programmation de chorale (12)
- John Castellano:  chœurs (10)
- Kasim Sulton: chœurs (8, 13)
- Steve La Cerra et Kevin Young: chœurs, hand claps (10)
- Jeff Nolan: Theremin (14)

## Classements
| Pays                                  | Durée du classement | Meilleur classement | Date            |
| ------------------------------------- | ------------------- | ------------------- | --------------- |
| Allemagne (GfK Entertainment)         | 2 semaines          | 39e                 | 16 octobre 2020 |
| Belgique (V) (Ultratop)               | 1 semaine           | 186e                | 17 octobre 2020 |
| Belgique (W) (Ultratop)               | 3 semaines          | 27e                 | 17 octobre 2020 |
| Écosse (Scottish Album Chart)         | 2 semaines          | 31e                 | 16 octobre 2020 |
| États-Unis (Billboard 200)            | 1 semaine           | 192e                | 24 octobre 2020 |
| États-Unis (Top Rock Albums)          | 1 semaine           | 10e                 | 24 octobre 2020 |
| États-Unis (Top Hard Rock Albums)     | 1 semaine           | 10e                 | 24 octobre 2020 |
| Finlande (Suomen virallinen lista)    | 1 semaine           | 17e                 | 12 octobre 2020 |
| France (SNEP)                         | 2 semaines          | 64e                 | 10 octobre 2020 |
| Royaume-Uni (UK Rock and Metal Chart) | 4 semaines          | 5e                  | 16 octobre 2020 |
| Suède (Sverigetopplistan)             | 1 semaine           | 31e                 | 16 octobre 2020 |